# Cornelius Drebbel
Cornelius Jacobszoon Drebbel (ur. 1572 w Alkmaarze, Holandia – zm. 7 listopada 1633 w Londynie) – wynalazca holenderski. Kształcił się w akademii w Haarlemie, po ukończeniu której stał się wykwalifikowanym miedziorytnikiem. Był innowatorem, który przyczynił się do rozwoju w takich dziedzinach jak systemy do pomiaru i sterowania, optyka i chemia.

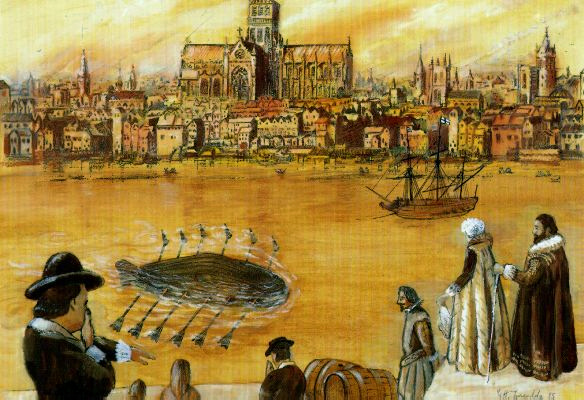
Okręt podwodny Drebbela na obrazie z XVII wieku.

W 1620 roku, pracując dla marynarki brytyjskiej, skonstruował pierwszy sterowalny okręt podwodny. Drebbel konstruował teleskopy i mikroskopy. Zasłynął jako wynalazca w 1621 roku mikroskopu z dwoma soczewkami wypukłymi. Przypisuje się mu opracowanie około 1620 roku regulatora temperatury paleniska. Drebbel spędził jakiś czas w Anglii i krótki okres w Pradze z Rudolfem II Habsburgiem razem z Johannesem Keplerem. Około 1624 roku opracował system automatycznego sterowania temperaturą pieca przemysłowego motywowany wiarą w to, że metale nieszlachetne można przemienić w złoto trzymając je w precyzyjnie stałej temperaturze przez długi czas. Używał takiego regulatora także w inkubatorze do wykluwania piskląt.